# タミル・イーラム解放機構
タミル・イーラム解放機構（Tamil Eelam Liberation Organization、TELO）はスリランカ北東部のタミル・イーラムの分離独立を目標として活動する組織・政党である。TELOはもともと過激派組織として創設され、1986年にタミル・イーラム解放のトラ（LTTE）との抗争によりメンバーの大半が殺害されるまで過激な闘争を繰り広げていた。その後、生き残ったメンバーがTELOを政党として再結成して現在に至る。
TELOは現在2名の国会議員を送り出している。2010年のスリランカ議会選挙では225議席のうち14議席を獲得したタミル国民連合の一部として、投票総数の2.9％を獲得した。

## 初期史
TELOは、1960年代後半にラーダラジャ・タンガドゥライとセルヴァラージャ・ヨガチャンドラン （偽名のクッチマニのほうが広く知られる）が結成したタミル人学生運動グループから発展した。LTTEとイーラム革命学生組織（EROS）の触発を受けて、1979年に正式に組織化された。組織化されて間もなく、タミル系過激派組織の中でも最有力となった。
しかし、それも長くは続かず、タンガドゥライとクッチマニが1981年にインドに脱出しようとしてスリランカ陸軍に捕縛された。その後しばらくの間、事実上のリーダーとしてスリ・サバラトナムがTELOを率いた。

## インドとイーラム民族解放戦線
その後、TELOは1983年までほぼ休眠状態であったが、1983年7月25日にタンガドゥライとクッティマニがシンハラ人囚人らが起こした刑務所暴動で苛烈な暴行を受けて殺害された。これを受けて、スリ・サバラトナムが正式にリーダーとなった。訓練を受けた幹部らに武器を与え、軍とのゲリラ戦を戦うためにスリランカに送り込んだ。
1984年2月には、EROSおよびイーラム人民革命解放戦線（EPRLF）とともに、イーラム解放のための共闘組織としてイーラム民族解放戦線（ENLF）を結成した。 その年の4月にはLTTEもENLFに参加した。各組織の協調により、ENLFはジャフナの政府施設への攻撃を開始した。TELOはジャフナの主だった警察署を破壊し、軍の輸送部隊を攻撃した。各組織の協調によるテロ行為により、ジャフナ市当局の統治能力はほぼ完全に失われた。

## 内部の不和とLTTEとの対立
一方で、指導者としてのスリ・サバラトナムはヴェルピライ・プラバカランのようなカリスマ性に欠け、LTTEが持っていたようなヴィジョンをTELOに示すことができなかった。TELOは急速に成長したにもかかわらず、LTTEのような強力なイデオロギーが浸透していなかったことから、結果として幹部の多くはただの暴れん坊または無法者と見なされがちであった。また、スリ・サバラトナムはインドの関与と支援に大きく依存しており、LTTEのように高度な近代兵器も入手していなかったため、その活動も効果を失いつつあった。このような状況に、多くのTELOメンバーがスリ・サバラトナムのリーダーシップに不満を抱き、不和を募らせていった。 1985年までにTELOの内部に数多くの派閥が生まれ、1986年4月には派閥指導者の1人であるダスが殺害されるまでに派閥間対立が先鋭化した。これにより組織が分裂し、数十人のメンバーがTELOを去っていった。
この間、LTTEとの相違も大きくなっていた。 LTTEは、TELOの親インドの立場に不満を持っていたほか、TELOがLTTEほど活発でも成功を収めてもいないにもかかわらず、スリランカに住むタミル人からの寄付の分配において最大のシェアを持っていることに怒っていた。また、LTTE指導者のプラバカランは、インドがTELOを利用して自分を殺害しようとすることを恐れていた。
この対立は、1985年9月にジャフナで2人の著名タミル人政治家、M・アララサンダラムとV・ダルマリンガムが暗殺されたことで遂に顕在化した。TELOとLTTEは互いにこの暗殺は相手方によるものだとして非難合戦となった。LTTEは1986年2月にENLFから脱退し、同年4月29日にはTELOに対する全面攻撃を開始した。ジャフナの各所にあったTELOの根拠地は迫撃砲による砲撃を受けた。また、TELO幹部は、武装していようがいまいがおかまいなしにライフルで射殺された。目撃者によれば、LTTEの攻撃には一切の容赦はなかったとされ、降伏した者も武器を置いたとたんに射殺され、逃げようとした者は走り出したところを射殺された。また、LTTEは民間人に逃亡者を保護しないよう警告して回った。幹部のうち生き残ったのは、EPRLFやEROSなど他の武装集団に逃げ込むことができたごく一部の者だけであった。5月5日には、TELOのリーダーであったスリ・サバラトナムがLTTEのサタシヴァム・クシリュナクマー（通称キトゥ）に射殺された。400人以上の構成員が殺害され、TELOは事実上消滅した。
当時LTTEは、インドがイーラム闘争を自らに都合よく利用するためにTELOに潜入していた、と主張してその行動を正当化したが、1990年に虐殺を指揮・主導したキトゥはリーダーの暗殺は正当化されてもTELOの幹部らを殺害したのは誤りであったと認めた。
スリランカ内戦を受けてインド平和維持軍（IPKF）が派遣されたが、その際に何度かTELOを過激派組織として復活させ、LTTEへの報復を行わせることが試みられた。インド陸軍は元TELO構成員に武器を与えるなどして支援し、IPKFに反抗するLTTEを封じ込めるために利用した。しかし、TELOはLTTEから絶え間ない攻撃を受けて大きな犠牲者を出し、1987年9月の1回の攻撃だけで70人もの犠牲者を出した。IPKFが撤退すると再興組織はほぼ無力となり、構成員のほとんどは報復を恐れてLTTEに降伏した。以後、TELOは実体のある過激派組織として復活することはなかった。

## 政党としてのTELO
スリ・サバラトナムの死後、セルヴァム・アダイカラナサンがTELOの指導者となった。アダイカラナサンは、IPKFが撤退して幹部らが散り散りになったTELOはもはや復活しえないと判断し、政党として再出発することを選んだ。
TELOは、1989年の議会選挙にイーラム国民民主解放戦線、EPRLF、タミル統一解放戦線と選挙同盟を結んで参加した。この選挙同盟は188,593票（3.40％）を獲得し、225議席中10議席を確保した。このうち2議席がTELOのものであった。
続いて1994年の議会選挙にはEROSおよびタミル・イーラム人民解放機構と選挙同盟を結んで参加したが、得票は伸びず選挙同盟として38,028票（0.48％）を獲得して225議席中3議席を確保したに留まった。また、TELOは議席を確保できなかった。
2000年の議会選挙では単独で参加し、26,112票（0.30％）を獲得して225議席中3議席を確保した。
TELOは、過去の経緯もあってしばらくは反LTTEの立場であったが、1990年代中盤以降、親LTTEに転向した。2001年には、LTTEと相互支援を行うタミル独立派政党連合のタミル国民連合に加入した。アダイカラナサンはインタビューの中で、なぜ反LTTEから親LTTEに転向したのかについて、TELOはかつての血生臭い抗争を受け入れることも、LTTEの行為を忘れることも決してないが、タミル人の独立達成はすべてのタミル人組織が互いの主張の違いを脇に置いて団結し、共同戦線を張った場合にのみ成し得るものであり、したがってLTTEと反目することは独立を求めるタミル人を裏切るものであるからだ、と説明した。